# Phusta dantela
Phusta dantela är en insektsart som beskrevs av Vladimir M. Gnezdilov 2008. Phusta dantela ingår i släktet Phusta och familjen Caliscelidae. Inga underarter finns listade i Catalogue of Life.